# Liverpool John Lennon Airport
Liverpool John Lennon Airport (IATA: LPL, ICAO: EGGP) is de luchthaven van de Engelse stad Liverpool. Tot 2002 heette de luchthaven Speke Airport en RAF Speke.

## Geschiedenis
De eerste vluchten vertrokken in 1930 vanaf het vliegveld, dat dicht bij de plaats Speke ligt. De luchthaven werd pas in de zomer van 1933 officieel geopend. Tijdens de Tweede Wereldoorlog werd het vliegveld gebruikt door de Royal Air Force, en was het bekend als RAF Speke. In 1960 werd de huidige landingsbaan (7500 voet, 2286 meter) aangelegd. In 1990 werd het vliegveld geprivatiseerd. De overname door Peel Holdings in 1997 betekende het begin van een gestage groei van het vliegverkeer, voornamelijk door in te zetten op goedkope luchtvaartmaatschappijen.

## Huidige toestand
In 2002 kwam een nieuw terminalgebouw gereed, en werd de luchthaven omgedoopt tot Liverpool John Lennon Airport ter ere van de uit Liverpool afkomstige popmuzikant John Lennon. Het logo van de luchthaven toont een geschetst zelfportret van Lennon, en het motto luidt Above us only sky, een toepasselijk geachte verwijzing naar Lennons nummer Imagine.
Jaarlijks verwerkt de luchthaven 5 miljoen passagiers (2006). Het vliegveld wordt vrijwel uitsluitend door prijsvechters aangedaan, zeer goedkope vliegmaatschappijen, waarvan easyJet en Ryanair de bekendste zijn. Momenteel (2016) vliegen nog zeven andere lijndienst-luchtvaartmaatschappijen op de Liverpoolse luchthaven, namelijk Aer Lingus, Blue Air, Czech Airlines, Flybe, Thomson, Vueling en Wizz Air.
John Lennon Airport is eenvoudig te bereiken vanaf de snelwegen M53, M56, M57 en M62. De luchthaven heeft geen eigen station, alleen een autobusverbinding met de verschillende stations in de stad.